# Cannabis
|  | Aquest article tracta sobre el gènere de magnoliofití. Vegeu-ne altres significats a «Cannabis (desambiguació)». |

Cannabis és un gènere monotípic de plantes angiospermes de la família de les cannabàcies (Cannabaceae). L'única espècie del gènere és Cannabis sativa, una planta nativa de l'Àsia central, Afganistan i Pakistan, que ha estat introduïda arreu del món. La planta presenta diversos fenotips, diferents aparences externes del mateix genoma.
En català la planta rep diverses denominacions que també reflecteixen la complexa història taxonòmica d'aquest gènere, al llarg del temps s'hi van reconèixer fins a tres espècies, dreprés reduïdes a subespècies i finalment retornant a l'inici amb una única espècie. El nom de cànem s'ha aplicat tradicionalment a l'espècie Cannabis sativa, que addicionalment pot rebre els noms de cànems, clarell i fembril (peu masculí). També s'han recollit les variants lingüístiques cànam, cànapa, cànim, cano, cànyam, canyamera, cànyem, cànyom i cànyum. D'altra banda, el que havia estat l'espècie ''Cannabis indica i també Cannabis sativa subsp. indica, entre d'altes denominacions, rebia el nom de cànem indi, i addicionalment també els noms de cànem índic, cànnabis, haixix, maria i marihuana, amb la variant lingüística cannabis.

## Descripció
És una planta herbàcia habitualment dioica anual de tija erecta de creixement ràpid, d'un diàmetre que oscil·la entre un i tres centímetres i que pot atènyer els 4 metres d'altura. Presenta una arrel mestra que pot arribar a fer uns 30 cm, mentre que les laterals tenen una llargària d'entre 20 cm i un metre. La planta té pèls glandulars que fan que sigui molt fragant. Les plantes femenines són més amples i robustes que les masculines, que són més altes. Les fulles són compostes i palmades, peciolades i amb un nombre imparell de folíols a la part baixa de la planta es disposen de manera oposada mentre que són alternes a la part superior. Els folíols són lanceolats, pubescents i amb el marge dentat, essent el central el més llarg i el dos inferiors apuntant en sentit contrari. A la part inferior de la planta les fulles tenen entre 3 i 13 folíols, mentre que a la part superior tenen entre 1 i 3. En el cas habitual de la dioècia, el sexe de les plantes només es pot apreciar quan comencen a aparèixer les flors. Les femenines són subsèssils, es presenten en parells i tenen un calze que embolcalla un ovari amb un estil amb dos estigmes, habituament l'estil està bifurcat. El periant és membranós i transparent. Apareixen en les axil·les de bràctees amb tricomes on s'acumulen les substàncies cannabinoides. Les flors masculines tenen cinc tèpals de color verdós o groguenc que embolcallen cinc estams. En obrir-se els tèpals, les anteres pengen d'un filament prim.De vegades algunes plantes es comporten com a monoïques, presenten flors masculines i femenines en la mateixa planta. Es tracta de plantes de genèticament són femenines però es comporten com a hermafrodites. El fruit és un aqueni, de 4 a 6 mm de llarg i entre 3 i 4 mm de diàmetre, que conté una única llavor.

## Taxonomia
Aquest gènere i l'espècie Cannabis sativa es van publicar per primer cop l'any 1753 al segon volum de l'obra Species Plantarum de Carl von Linné (1707-1778).

### Sinònims
Els següents noms científics són sinònims heterotípics de Cannabis sativa:
- Cannabis americana Pharm. ex Wehmer
- Cannabis chinensis Delile
- Cannabis erratica Siev.
- Cannabis foetens Gilib.
- Cannabis generalis E.H.L.Krause
- Cannabis gigantea Delile ex Vilm.
- Cannabis indica Lam.
- Cannabis indica f. afghanica Vavilov
- Cannabis indica var. afghanica Vavilov
- Cannabis indica var. kafiristanica Vavilov
- Cannabis intersita Soják
- Cannabis kafiristanica (Vavilov) Chrtek
- Cannabis lupulus Scop.
- Cannabis macrosperma Stokes
- Cannabis ruderalis Janisch.
- Cannabis sativa var. afghanica (Vavilov) McPartl. & E.Small
- Cannabis sativa f. afghanica Vavilov
- Cannabis sativa var. chinensis (Delile) A.DC.
- Cannabis sativa subsp. culta Serebr.
- Cannabis sativa var. gigantea (Delile ex Vilm.) Alef.
- Cannabis sativa subvar. indica (Lam.) Asch. & Graebn.
- Cannabis sativa var. indica (Lam.) Wehmer
- Cannabis sativa subsp. indica (Lam.) E.Small & Cronquist
- Cannabis sativa subsp. intersita (Soják) Soják
- Cannabis sativa var. kafiristanica (Vavilov) E.Small & Cronquist
- Cannabis sativa var. kif A.DC.
- Cannabis sativa var. macrosperma (Stokes) Asch. & Graebn.
- Cannabis sativa var. monoica Holuby
- Cannabis sativa var. pedemontana A.DC.
- Cannabis sativa var. praecox Serebr.
- Cannabis sativa var. ruderalis (Janisch.) S.Z.Liou
- Cannabis sativa var. ruderalis Janisch.
- Cannabis sativa var. spontanea Vavilov
- Cannabis sativa f. vulgaris (Alef.) Voss
- Cannabis sativa var. vulgaris Alef.
- Polygonum viridiflorum Poir.

## Història taxonòmica
La següent taxonomia del "cannabis" va ser publicada el 1976 per Ernest Small i Arthur Cronquist.
Cannabis
Cannabis sativa L.
C. sativa subsp. sativa
C. sativa subsp. sativa var. sativa
C. sativa subsp. sativa var. spontanea
C. sativa subsp. indica
C. sativa subsp. indica var. indica
C. sativa subsp. indica var. kafiristanica

## Usos

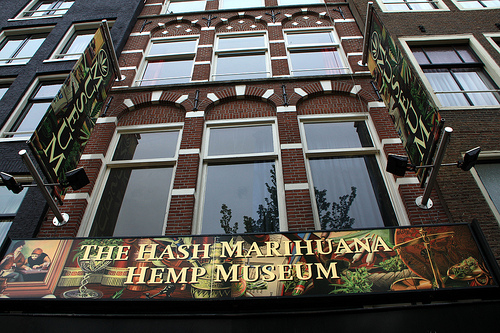
Museu del Cannabis a Amsterdam

L'ús industrial de cànem està encaminat bàsicament a la utilització de la seva biomassa.
Un dels usos amb més futur és la seva utilització com a combustible. En primer lloc, la seva biomassa pot transformar-se en carbó vegetal i utilitzar-se com a combustible. També s'està investigant com poder aprofitar l'oli de les seves llavors, que contenen un 30% d'oli, per obtenir combustible del tipus fuel oil. El principal avantatge de la utilització del cànem per a l'obtenció d'energia és que, a diferència dels combustibles fòssils, es manté l'equilibri del diòxid de carboni (CO₂) atmosfèric sense incidir en l'efecte hivernacle i no s'alliberen òxids de sofre a l'atmosfera.
També són molt conegudes les característiques de les fibres del cànem. En destaca sobretot la seva capacitat d'absorció, d'abric i de força, que en permeten la seva utilització industrial. També cal fer esment de la seva utilització per la fabricació de pasta de paper.

### Recreatiu i medicinal
S'utilitza únicament la subunitat florida de les flors femenines dessecades en l'àmbit medicinal. Encara que totes les parts de les plantes d'ambdós sexes contenen substàncies psicoactives, les majors concentracions d'aquests compostos es troben en els brots florits de les plantes femenines, que contenen en concentracions elevades una substància anomenada tetrahidrocannabinol.
La utilització del cànnabis com a droga és l'aspecte més debatut des del punt de vista legal. Ara per ara el cànnabis és la droga il·legal més consumida a Catalunya i Espanya. A principi de segle xxi ha assolit prevalences de consum entre els menors d'edat per sobre del 30%, comparables amb els consums de drogues legals a Espanya com el tabac i l'alcohol.
El cànnabis medicinal es refereix a l'ús de cànnabis i els seus cannabinoides constituents, en un esforç per tractar malalties o millorar els símptomes. El cànnabis s'utilitza per reduir les nàusees i els vòmits durant la quimioteràpia, per millorar la gana en persones amb VIH/SIDA i per tractar el dolor crònic i espasmes musculars.

### Pesca de carpes
La llavor del cànem és una esca molt bona per la pesca de la carpa. Normalment es prepara bullida, també es pot preparar un pa amb les llavors moltes.

## Conreu
Conreu molt antic a Catalunya, estava molt estès i encara és tradicional a les comarques del Berguedà i el Solsonès. Es tracta d'una planta que s'adapta a climes tropicals, subtropicals i temperats. Durant la dècada del 1990 a causa de les grans ajudes donades al lli i al cànnabis, en principi per a obtenir fibra de cànem, hi va haver una gran extensió del conreu que en gran part només volia beneficiar-se de l'ajut sense que la producció arribés a esdevenir fibra (fenomen conegut dels caçaprimes).
En l'actualitat es distingeixen dues línies clares en el conreu del cànnabis:
- El cultiu destinat a l'ús tèxtil de la planta.
- El cultiu domèstic destinat a l'ús lúdic del cànnabis com a substància psicoactiva.

És al voltant d'aquest darrer ús que ha proliferat a Catalunya una creixent activitat econòmica relacionada amb l'instrumental, llavors i complements per a l'autocultiu a través de botigues de cultiu (grow shop).
També cal citar la fira del cànnabis "Spannabis" que té lloc a Catalunya (Hospitalet-Cornellà) un cop a l'any, que ha esdevingut una de les més importants de l'estat espanyol i una fira de referència internacional.

## Història de l'ús i comerç
El 2012 l'ajuntament del poble català Rasquera va decidir cedir terrenys a l'Associació Barcelonesa Cannàbica d'Autoconsum a fi que es crearen 40 llocs de treball (dels quals 5 serien creats de manera directa) i així es pagaria el deute.
Al País Valencià el 2016 hi va haver un augment del 50% d'ingressats a urgències per psicosis provocades per l'ús del cannabis respecte el 2011, que eren 1.900 els ingressats.

### 420

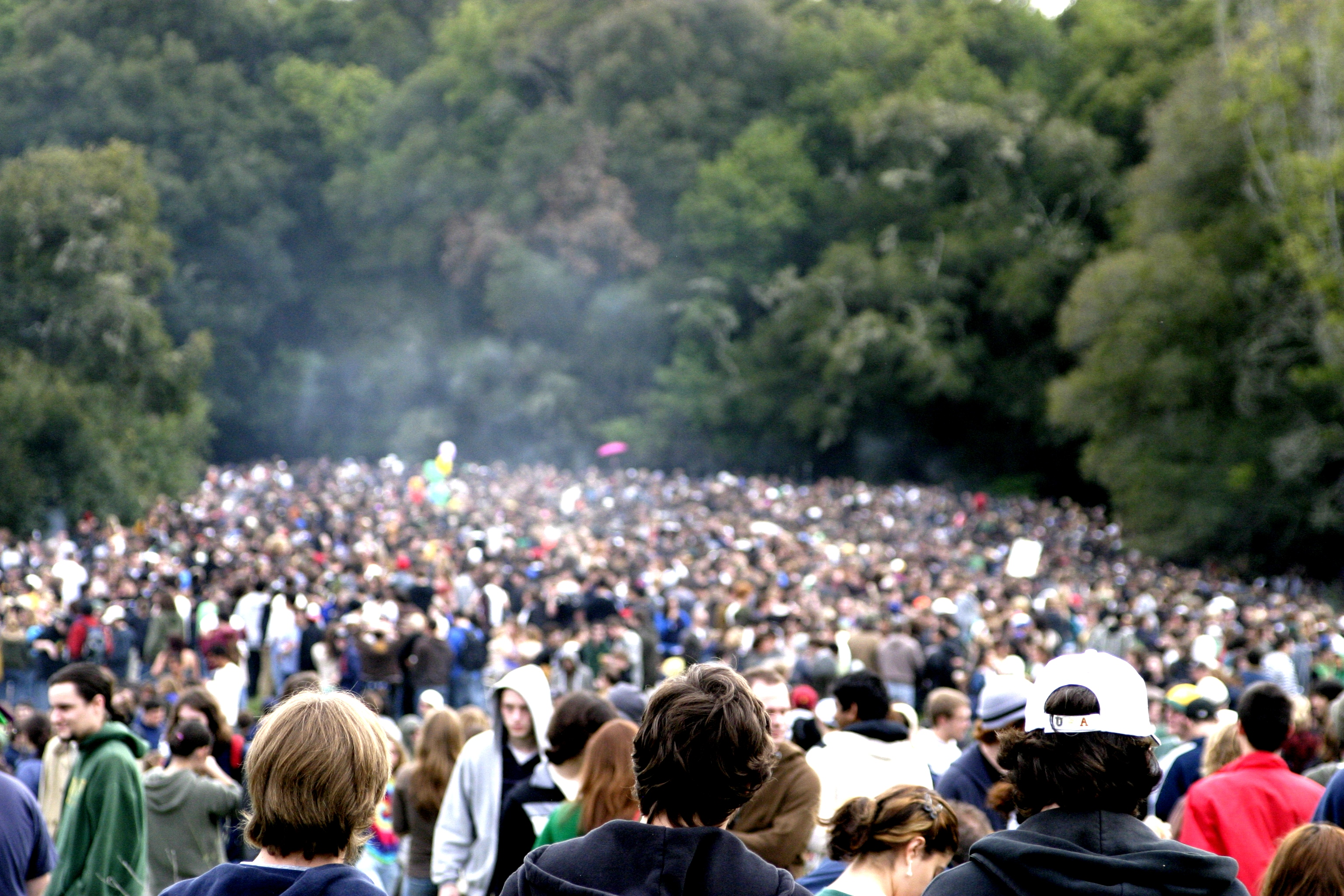
Celebració del 4/20 al campus de la Universitat de Califòrnia, en Santa Cruz (Califòrnia), el 2007.

420, 4.20 o 4/20 (pronunciat quatre-vint o four-twenty) és un terme usat inicialment als Estats Units per referir-se al consum de cànnabis i, per punt, una forma d'identificar-se amb la subcultura de la marihuana.

## Altres components químics
A més dels cannabinoides, la composició química del cànnabis inclou al voltant de 120 compostos responsables de la seva aroma característica. Principalment es tracta de terpèns i sesquiterpèns volàtils.
- α-Pinen
- Mircè
- Linalol
- Limonè
- Trans-β-ocimè
- α-Terpinolè
- Trans-cariofil·len
- α-Gumulè  contribueix a l’aroma característica del cànnabis cultivat[19]
- Cariofil·len, amb el qual s’entrenen alguns gossos que busquen haixix.

Diferents tipus de cànnabis contenen quantitats diferents de THC, que s’expressa en percentatges. Aquest nivell pot ser inferior al 10% o fins i tot superior al 20%. En funció d’això es determina l’efecte psicotròpic, però també hi intervenen altres compostos.
Un estudi de 1980 dedicat a la determinació dels components de C. sativa va identificar 19 famílies principals de compostos químics (nombre de substàncies al grup):  
- Àcids (18)
- Hidrats d’alcohol (6)
- Aldehids (12)
- Aminoàcids (18)
- Cannabinoides (55)
- Èsters/Lactones (11)
- Flavonoides Glícids (14)
- Àcids grassos (20)
- Hidrocarburs (46)
- Cetones (13)
- Compostos nitrogenats (18)
- Fenols no cannabinoides (14)
- Fitocanabinoides (111)
- Pigments (2)
- Proteïnes (7)
- Esteroides (9)
- Sucres (32)
- Terpèns (98)
- Vitamines (1)

El cànnabis també produeix molts compostos volàtils sulfurats que contribueixen a generar una aroma de la planta que recorda l’olor de la mofeta. El preniltiol (3-metil-2-buten-1-tiol) es considera el principal odorant. Aquests compostos es troben en concentracions molt més baixes que els terpèns i sesquiterpèns principals. No obstant això, aporten una contribució significativa a la formació de l’aroma forta del cànnabis gràcies al seu llindar d’olfacció molt baix, com sovint passa amb els tiols o altres compostos que contenen sofre.
Diversos compostos aromàtics específics participen en les aromes pròpies de diferents varietats. Entre ells hi ha una altra classe de compostos volàtils sulfurats anomenats compostos sulfurats volàtils tòpics, que inclouen 3-mercaptopentanol, 3-mercaptohexilacetat i 3-mercaptohexilbutirat. Aquests compostos tenen aromes potents i característics fruiters, tòpics i cítrics en baixes concentracions, com en algunes varietats de cànnabis. Aquests compostos també juguen un paper important en la formació d’aromes cítrics i tòpics del llúpol, de la cervesa, del vi i de fruites tòpiques. A més dels compostos sulfurats volàtils, compostos heterocíclics com l’indol i l’escatol (3-metil-1H-indol) contribueixen a la formació d’aromes químiques o picants de certes varietats. En particular, l’escatol ha estat identificat com a component clau d’aquesta aroma. Aquest compost es troba en femtes de mamífers i s’utilitza a la indústria de la perfumeria. Té un aroma complex que depèn fortament de la concentració.

## Galeria d'imatges

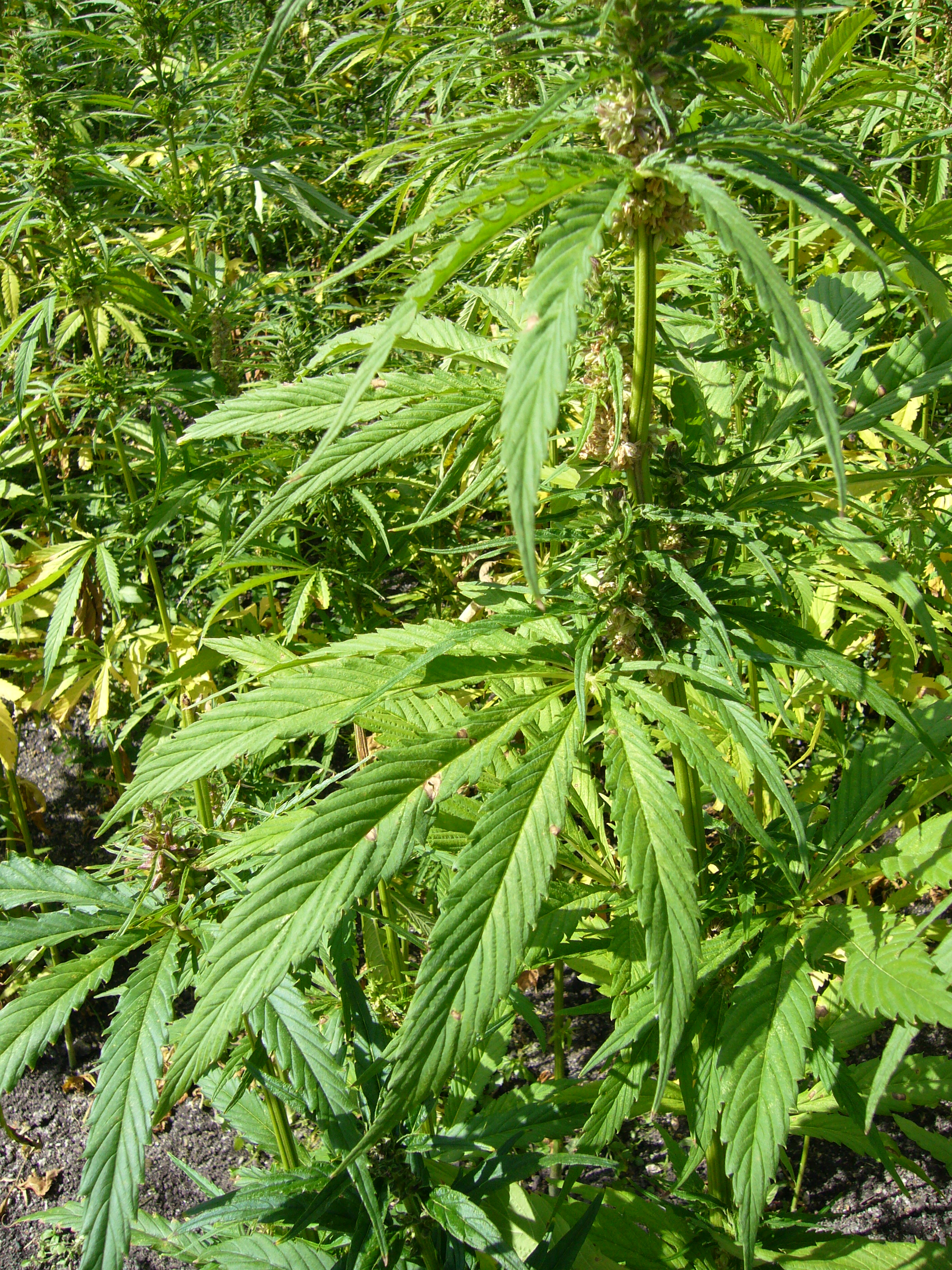
Fulla del Cannabis sativa
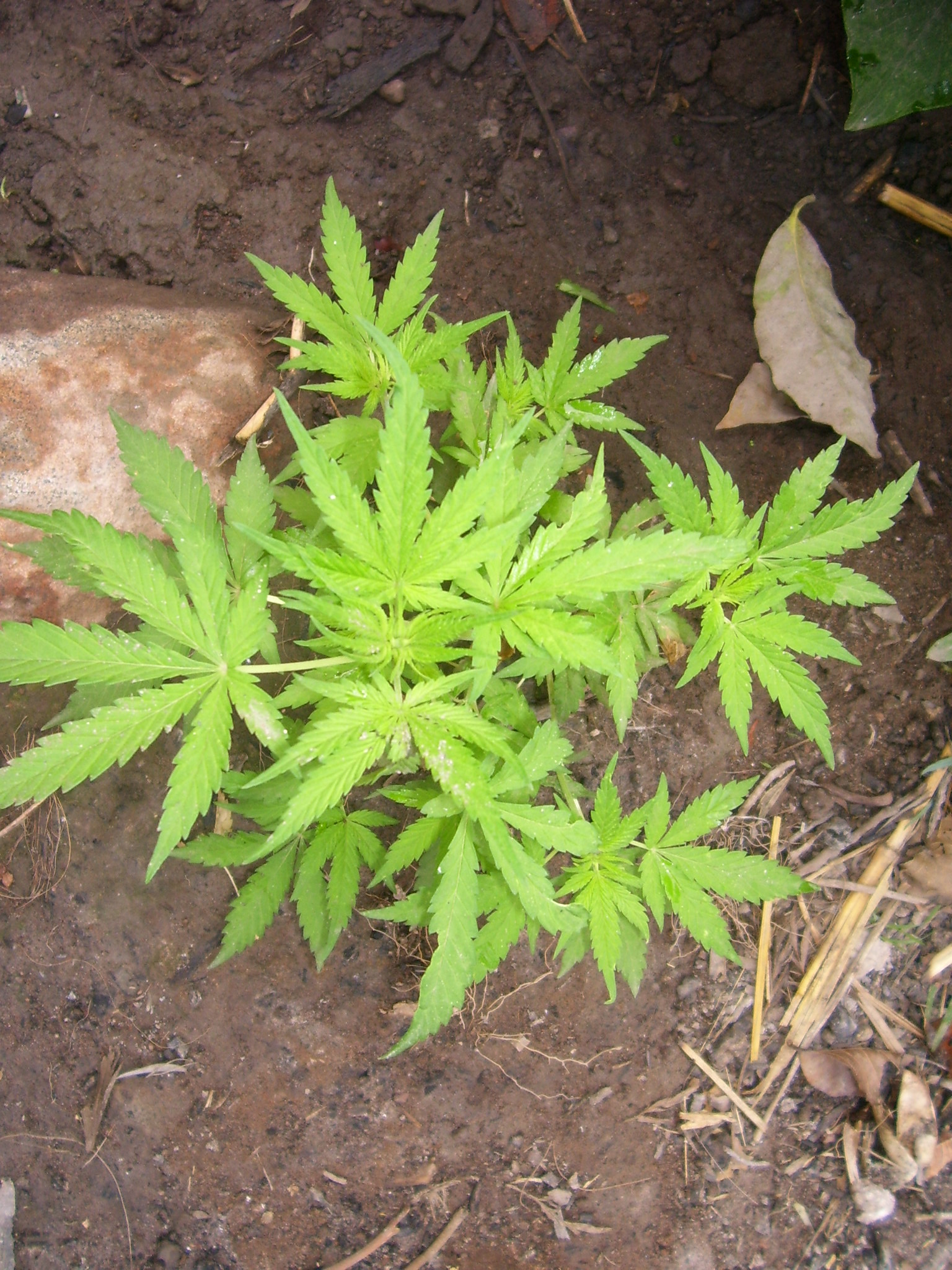
Planta Cannabis sativa
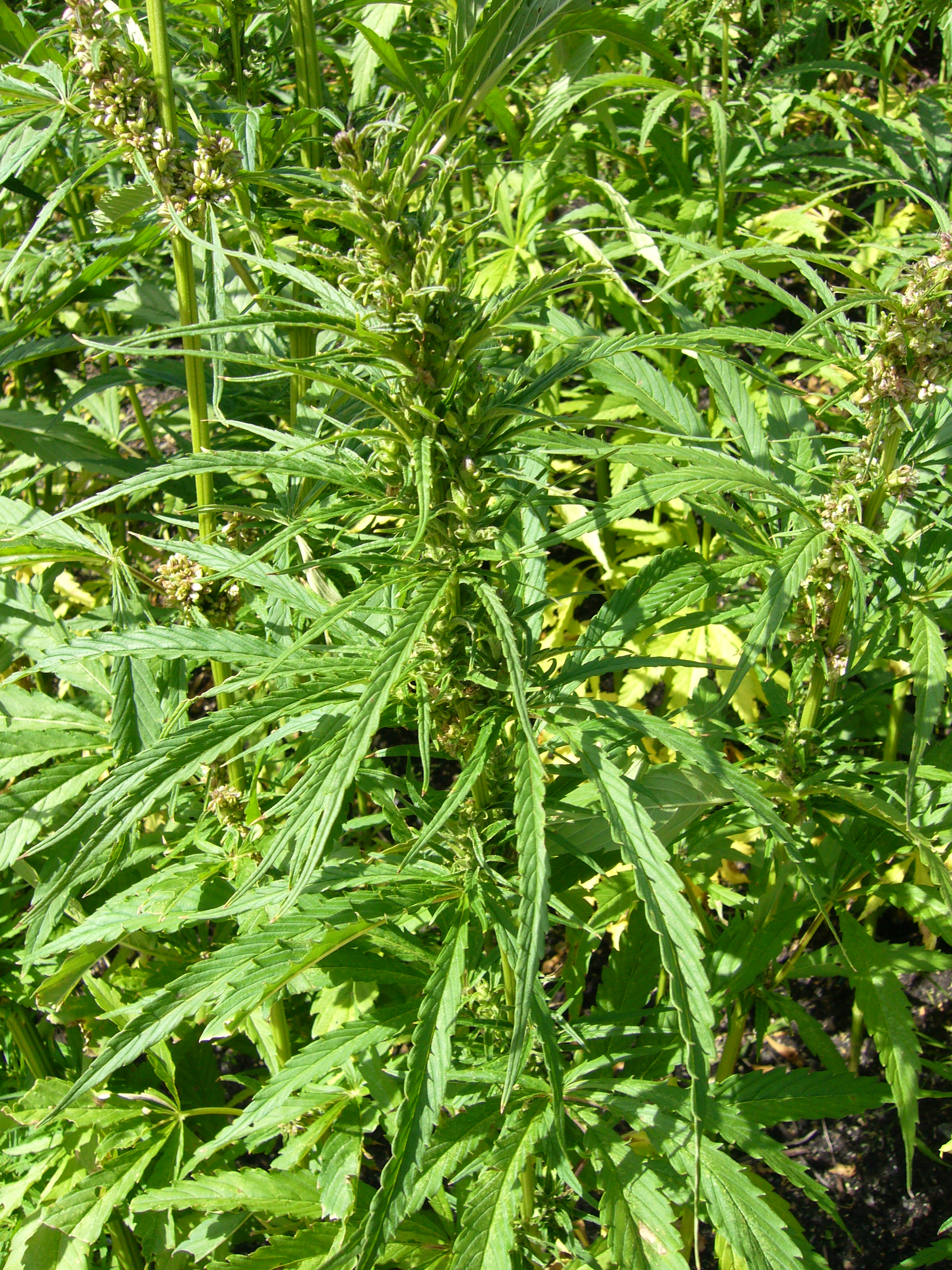
Plantes Cannabis sativa
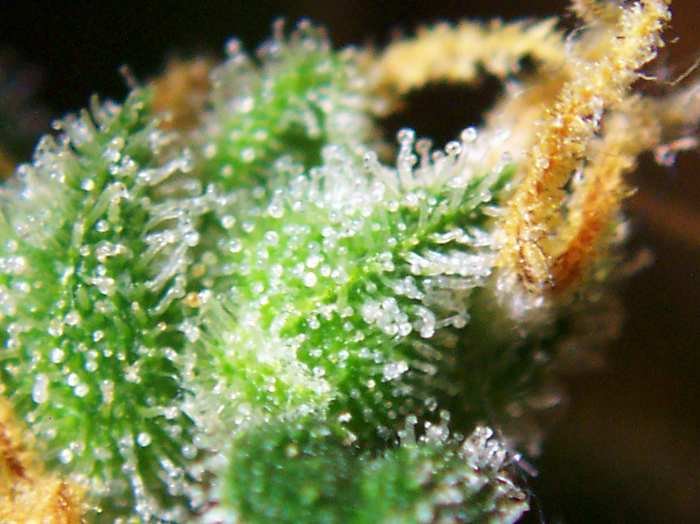
Flor femenina del Cannabis sativa